# Pavao Dombaj
Pavao Dombaj (Drnje, 17. siječnja 1876. – Drnje, 30. siječnja 1966. ), hrvatski političar
Od 1904. godine je bio javni pobornik za Hrvatsku pučku seljačku stranku. Ubrzo je surađujući sa Stjepanom Radićem postao član užeg vodstva seljačke stranke u Drnju, a kasnije je bio predsjednik drnjanske mjesne organizacije stranke. Stjepan Radić ga je smatrao pouzdanim i perspektivnim članom stranke. Bio je općinski odbornik, dugogodišnji zaslužni predsjednik Zemljišne zajednice Drnje, odbornik Šumske Direkcije Imovne općine Đurđevačke. Od 1925. do 1927. je bio narodni zastupnik HSS-a u državnom parlamentu u Beogradu. Nakon uspostave diktature koju je provodio kralj Aleksandar, Dombaj je ostao u politici, misleći da će pomoći u rješavanju hrvatskog i seljačkog pitanja. Za banskog vijećnika Savske banovine je izabran 1930. godine, dok je 1931. godine postao zamjenik narodnog zastupnika (dr. Vlado Malančec) iz Koprivnice (bivšeg HSS-ovog gradonačelnika Koprivnice). Iste godine Dombaj surađuje s novom političkom formacijom - Jugoslavenskom radikalno seljačkom demokracijom (JRSD) koja je težila okupljati političke ljude iz tri bivše najveće političke stranke - Radikalne, Demokratske i HSS-a. Ta stranka je 1933. godine promijenila naziv u Jugoslavenska nacionalna stranka (JNS). Pavao Dombaj se 1935. godine ponovo kandidirao kao zamjenik dr. Vladi Malančeca na skupštinskim izborima, ali ovaj puta na listi Bogoljuba Jevtića (JNS). Kako su Dombaj i Malančec u koprivničkom kotaru dobili samo 0,12% glasova (u Drnju ni jedan), obojica se razočarani povlače iz političkog života. Nakon toga je Dombaj i dalje ostao aktivan u nekim seoskim udrugama, zadržao je privatne kontakte s nekim prvacima HSS-a, a nakon završetka drugog svjetskog rata 1945. godine se kratko nalazio u pritvoru.